# Kumawabärpickare
Kumawabärpickare (Melanocharis citreola) är en nyligen erkänd fågelart i familjen bärpickare inom ordningen tättingar.

## Utbredning och systematik
Fågeln förekommer på södra Nya Guinea. Den beskrevs som ny art så sent som 2021.

## Status
IUCNkategoriserar den som livskraftig.